# 阜新路
阜新路是中華人民共和國上海市杨浦区一條西南-东北走向道路，道路東北起自彰武路，西南至大连路，全长1100米，宽15.2米至16.4米，车行道宽9米至9.3米。道路於1952年修建，路名來自於辽宁省阜新市。